# Перцов, Сергей Сергеевич
Сергей Сергеевич Перцов (род. 9 августа 1969 года) — российский физиолог, специалист в области системной физиологии и молекулярной медицины, профессор РАН (2016), член-корреспондент РАН (2016).
Директор НИИ нормальной физиологии имени П. К. Анохина.
Заведующий кафедрой нормальной физиологии и медицинской физики Московского государственного медико-стоматологического университета.
На 2020-й год С. С. Перцов — автор 489 научных и учебно-методических трудов по нормальной физиологии и смежным дисциплинам. В число его работ входят 283 публикации в ведущих отечественных изданиях, индексируемых в базе данных РИНЦ; 101 публикация в зарубежных изданиях, индексируемых в базах данных Web of Science и Scopus; 1 персональная монография (2011 г.) и 2 монографии в соавторстве (2012, 2017 гг.). С. С. Перцов является соавтором 6 учебников, изданных в 2016—2019 гг. и рекомендованных для обучения студентов в медицинских ВУЗах. С. С. Перцов — соавтор одного патента на изобретение («Способ и устройство „симбиотической“ гемофильтрации для компенсации хронической почечной недостаточности», 2016 г.) и 12 свидетельств о государственной регистрации программы для ЭВМ (2018—2020 гг.).